# Mycoplasma columborale
Mycoplasma columborale è una specie di batterio appartenente alla famiglia delle Mycoplasmataceae.